# Craig Coolahan
Craig Coolahan, né le 16 novembre 1970 à Toronto, est un homme politique canadien, membre du Nouveau Parti démocratique de l'Alberta. 
De 2015 à 2019, il est élu à l'Assemblée législative de l'Alberta représentant la circonscription de Calgary-Klein.